# 賴有賢
賴有賢（1967年2月1日—）是台灣男性漫畫家，出生於新竹縣竹東鎮的客家庄，血型B型，英文名Max Lai，代表作品為《真命天子》、《小和尚》。

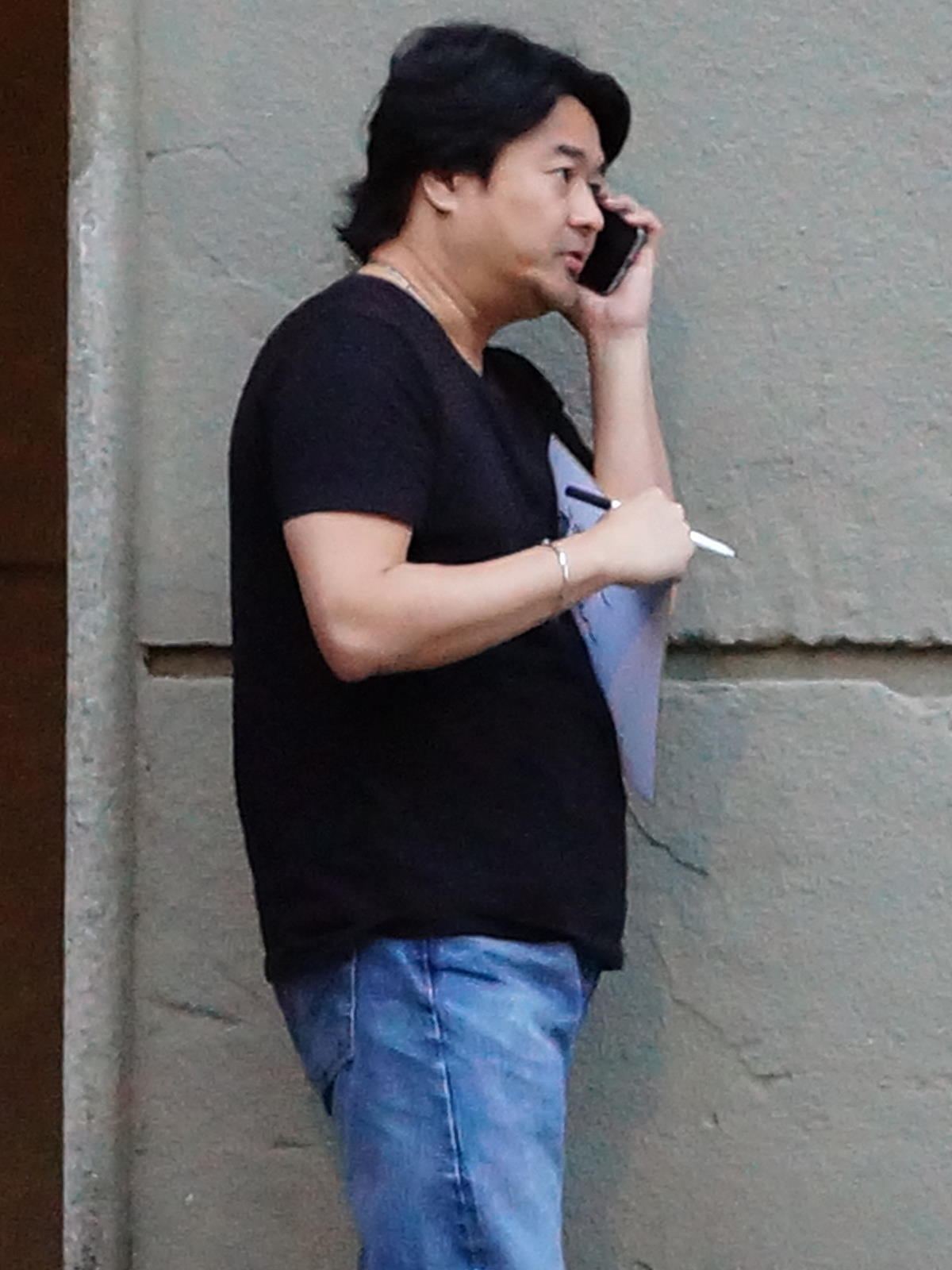
賴有賢

1992年由動畫轉向漫畫創作，於尖端出版《神奇地帶》連載漫畫《大唐遊記》，還有於東立出版社《龍少年》及《寶島少年》連載其他漫畫。曾任臺北市漫畫從業人員職業工會理事長、卡通構圖師、影視公司美術設計、傳播公司平面設計等，2004年前往上海發展，2008年9月擔任上海格子文化藝術有限公司負責人，對台灣漫畫的推廣有不少貢獻。
2016年返回台灣，2018年回任臺北市漫畫從業人員職業工會理事長迄今。
2021年最新作品《九怪》，由台灣黑熊、台灣彌猴、台灣藍鵲、台灣石虎、台北樹蛙、台灣櫻花鉤吻鮭、台灣水鹿、台灣寬尾鳳蝶、台灣山椒魚組成的九怪為角色IP。

## 簡歷
- 1995年，於《寶島少年》連載《小和尚》，大受好評創下連載七年的紀錄，單行本授權至法國、荷蘭、比利時等國。
- 2000年於和信超媒體開設電子報《有閒漫畫副刊》[1]，報導漫畫界新聞及消息，約更新至2002年3月。
- 2002年，受十大書坊旗下漫畫出租連鎖店「十大花蝶館」（Starfly）所邀，為品牌代言人物繪製四格漫畫系列《妮妮日記》。
- 2003年10月26日，由行政院新聞局補助臺北市漫畫從業人員職業工會發行的《GO漫畫創意誌》[2]創刊，賴有賢任總編輯。本刊物集合朱德庸、幾米、敖幼祥、麥人等知名台灣漫畫家的創作。
- 2004年7月，於上海成立「上海格子文化藝術有限公司」。
- 2005年，出版四格漫畫系列《搞怪姊妹》，全3集。
- 2007年，以前湖南衛視《超級女聲》主持人汪涵為藍本，創作漫畫《搞怪大俠W》[3]。

## 得獎紀錄
- 第三屆亞洲漫畫高峰會議最佳進步獎。
- 《小和尚》獲1996年優良漫畫金鼎獎。
- 國立編譯館優良連環圖畫佳作獎。
- 臺北市漫畫從業人員職業工會第三屆漫畫金像獎最佳少年漫畫獎。

## 作品一覽

### 長篇漫畫
- 《真命天子》（全16集），東立出版社
- 《小和尚》（全28集），東立出版社
- 《足球王》（全1集），格子文化2006年2月1日出版，ISBN 986707100X
- 《平民總統阿扁》（全5集），尖端出版，改編自陳水扁故事
- 《大唐遊記》（全2集），尖端出版
- 《搞怪大俠W》（全1集），湖南文藝出版社2007年8月1日出版，ISBN 9787540439668
- 《搞搞小意思》（全2集），青島出版社
- 《名揚四海》（全1集），台視同名連續劇漫畫版，賴有賢監製，阮光民漫畫
- 《惡女三十八計》（全1集），重慶出版社2009年4月1日出版，ISBN 7229005183

### 四格漫畫
- 《妮妮日記》（全1集），聯經出版2005年8月15日出版，ISBN 9570829079
- 《搞怪姊妹》（全3集），聯經出版
- 《漫畫實戰教程 四格漫畫篇》，上海人民美術出版社2007年4月1日出版，ISBN 9787532248513

## 註解
1. ↑  .   [2008-09-15]. （原始内容存档于2020-03-23）.
2. ↑  浅析台湾漫画杂志[永久]
3. ↑  .   [2008-09-15]. （原始内容存档于2009-02-27）.

## 外部連結
- 漫畫家賴有賢的搞怪世界 （页面存档备份，存于）
- 賴有賢 （页面存档备份，存于）在Facebook的專頁